# Félicité de Choiseul-Meuse
Félicité de Choiseul-Meuse, née Marie Joséphine Antoinette Félicité de Choiseul-Meuse le 29 novembre 1767 à Sorcy-Saint-Martin et morte le 13 février 1838 à Paris, est une écrivaine française active entre 1799 et 1824.
Elle est surtout connue pour son roman libertin présentant des scènes érotiques saphiques publié en 1807, Julie ou J’ai sauvé ma rose, condamné par la censure en 1827.

## Biographie
Félicité de Choiseul-Meuse naît en 1767 à Paris. On sait peu de choses sur sa vie.
Elle est l'autrice d’une vingtaine de romans et d’un recueil de contes de fées. Elle écrit principalement de la littérature érotique et libertine.
Elle devient célèbre grâce à son roman Julie ou J’ai sauvé ma rose publié en 1807. Il s'agit d'une œuvre libertine à caractère érotique qui est écrite à plusieurs mains : avec le chansonnier Armand Gouffé, Michel-Nicolas Balisson de Rougement et une certaine Mme Guyot, inconnue à ce jour. Ce texte présente des scènes érotiques saphiques. En 1827, Julie ou J’ai sauvé ma rose est censuré par le Tribunal correctionnel de la Seine qui impose sa destruction en raison des scènes jugées « obscènes » dans celui-ci,.
En 1808, elle publie un autre roman érotique intitulé Amélie de Saint-Far ou la Fatale Erreur.
En 1809, paraît un autre roman : Entre chien et loup. Ce texte est considéré comme moins « osé ».
Par la suite, elle écrit des textes qui ont une dimension éducative tels que Orena ou l’Assassin du Nord en 1820 et Camille ou la Tête de mort en 1822.
Ses œuvres entrent dans le champ de la littérature libertine et rencontrent un certain succès à son époque. Cependant, l’œuvre de Félicité de Choiseul-Meuse n'est pas très connue aujourd'hui, voire invisibilisée dans les études littéraires.

## Œuvres
- L’Amour précepteur, Amsterdam, Marc-Michel Rey, 1785
- Le Gascon de la rue Saint-Denis  (ou Histoire de mon père), Paris, Mme Masson, 1803
- Julie ou J'ai sauvé ma rose, 1807
- Amélie de Saint-Far, ou La fatale erreur, 1808
- Elvire, ou la Femme innocente et perdue, Paris, Barba, 1809
- Entre chien et loup  (2 éditions en 1809, réédité à Hambourg en 1809 puis réédite chez Henry Kistemaeckers à Bruxelles en 1884 d'après l'édition de 1809), Paris, Chez les marchands de nouveautés, 1808
- Paola, Paris, J. Chaumerot, 1813
- La Famille allemande ou la destinée, Paris, Claude-François Maradan, 1815
- Cécile : ou, l’élève de la pitié, Paris, Étienne-Théodore Dabo, 1816
- Amour et Gloire : aventures galantes et militaires du Chevalier de C***, Paris, Nicolas-Alexandre Pigoreau, 1817
- Récréations morales et amusantes à l'usage des jeunes demoiselles qui entrent dans le monde, Paris, Alexis Eymery, 1817
- Les Amants de Charenton, Paris, Étienne-Théodore Dabo, 1818
- Les Nouvelles Contemporaines, Paris, Eymery, 1818
- Le Retour des fées (contes), Paris, Pierre Blanchard, 1818
- Paris, ou le Paradis des femmes, 1821
- Marianne, ou la Fermière de qualité, Paris, Lecointe et Durey, 1821
- Oréna, ou l'Assassin du Nord, Paris, s.n., 1821
- Camille, ou la Tête de mort, Paris, Lecointe et Durey, 1822
- Le Remords, Paris, A. Marc, 1822
- L’Héritage de mon oncle l’abbé, ou la revue de mon secrétaire, Paris, Masson fils aîné, 1823
- Le Chapelain de Chambord ; ou, la dame étrangère, Paris, Castel de Courval, 1824
- Mémoires de madame Adaure, Paris, Castel de Courval, 1824